# NGC 3102
NGC 3102 is een elliptisch sterrenstelsel in het sterrenbeeld Grote Beer. Het hemelobject werd op 9 april 1793 ontdekt door de Duits-Britse astronoom William Herschel.

## Synoniemen
- UGC 5418
- MCG 10-15-7
- ZWG 289.30
- KARA 396
- ZWG 290.4
- PGC 29220